# The Hills Golf Club
The Hills Golf Club is een golfclub in Nieuw-Zeeland die opgericht werd in 2007. De club beschikt over een 18-holes golfbaan en het bevindt zich in Arrowtown, Otago.
De golfbaan werd ontworpen door het golfbedrijf, de Darby Partners, en het werd in 2007 officieel geopend voor het New Zealand Open in 2008. Naast een golfbaan biedt de club voor haar leden ook een welnesscentrum en een gymzaal aan.

## Toernooien
- New Zealand Open: 2008, 2009, 2010, 2014 & 2015